# سایکو انترتینمنت
سایکو اینترتینمنت (انگلیسی: Syco Entertainment) شرکت سرگرمی بریتانیایی است، که در سال ۲۰۰۴ توسط سایمون کاول تأسیس شد.